# Allmänco
Allmänco AB var ett svenskt postorderföretag som startades i Borås av bröderna John och Erik Pedersen år 1920. Det blev ett av landets första stora postorderföretag inom konfektionsbranschen. 
Företaget hade sina i kvarteret Uranus 2, granne med Algots stora fabrikskomplex. Efter några år lämnade John Pedersen företaget för att i stället arbeta med konst, antikviteter och kuriosa.